# Shamrock (Saskatchewan)
Shamrock je obec v Saskatchewanu.

## Podnebí
| Klimatická data pro Shamrock | Klimatická data pro Shamrock | Klimatická data pro Shamrock | Klimatická data pro Shamrock | Klimatická data pro Shamrock | Klimatická data pro Shamrock | Klimatická data pro Shamrock | Klimatická data pro Shamrock | Klimatická data pro Shamrock | Klimatická data pro Shamrock | Klimatická data pro Shamrock | Klimatická data pro Shamrock | Klimatická data pro Shamrock | Klimatická data pro Shamrock |
| Měsíc                        | Led                          | Únor                         | Břez                         | Dub                          | Kvě                          | Čer                          | Čvc                          | Srp                          | Září                         | Říj                          | List                         | Pros                         | roční                        |
| ---------------------------- | ---------------------------- | ---------------------------- | ---------------------------- | ---------------------------- | ---------------------------- | ---------------------------- | ---------------------------- | ---------------------------- | ---------------------------- | ---------------------------- | ---------------------------- | ---------------------------- | ---------------------------- |
| Rekordně nejvyšší °C (°F)    | 11.1                         | 18                           | 21.1                         | 31.7                         | 37.8                         | 40.5                         | 39                           | 39                           | 37                           | 31.1                         | 22.2                         | 11.1                         | 40,5                         |
| Průměrné nejvyšší °C (°F)    | -7.8                         | -4.6                         | 1.9                          | 11.4                         | 18.3                         | 23.2                         | 25.8                         | 25.5                         | 18.3                         | 11.7                         | 0.6                          | -6.1                         | 9,8                          |
| Denní průměr °C (°F)         | -12.7                        | -9.5                         | -3.4                         | 4.9                          | 11.6                         | 16.4                         | 18.7                         | 18.1                         | 11.6                         | 5.3                          | -4.4                         | -11.1                        | 3,8                          |
| Průměrné nejnižší °C (°F)    | -17.5                        | -14.3                        | -8.7                         | -1.6                         | 4.7                          | 9.5                          | 11.6                         | 10.7                         | 4.8                          | -1                           | -9.3                         | -16.1                        | -2,3                         |
| Rekordně nejnižší °C (°F)    | -40.6                        | -38.9                        | -36.7                        | -26.7                        | -9.4                         | -2.8                         | 2.2                          | -1                           | -10                          | -22.5                        | -33                          | -40.5                        | -40,6                        |
| Srážky mm (inches)           | 14.9                         | 15.3                         | 21.2                         | 22.1                         | 50.8                         | 64                           | 54.3                         | 35.7                         | 33.4                         | 13.4                         | 11.4                         | 17.2                         | 353,6                        |
| Source: Environment Canada   |                              |                              |                              |                              |                              |                              |                              |                              |                              |                              |                              |                              |                              |